# Gliese 317 c
Gliese 317 c ist ein Exoplanet, der den Roten Zwerg Gliese 317 alle 2700 Tage umkreist. Auf Grund seiner hohen Masse wird angenommen, dass es sich um einen Gasplaneten handelt.

## Entdeckung
Der Planet wurde mit Hilfe der Radialgeschwindigkeitsmethode von John A. Johnson und R. Paul Butler im Jahr 2007 entdeckt.

## Umlauf und Masse
Der Planet umkreist seinen Stern in einer Entfernung von ca. 2,9 Astronomischen Einheiten und hat eine Masse von ca. 263,9 Erdmassen bzw. 0,83 Jupitermassen.